# Ken Adam

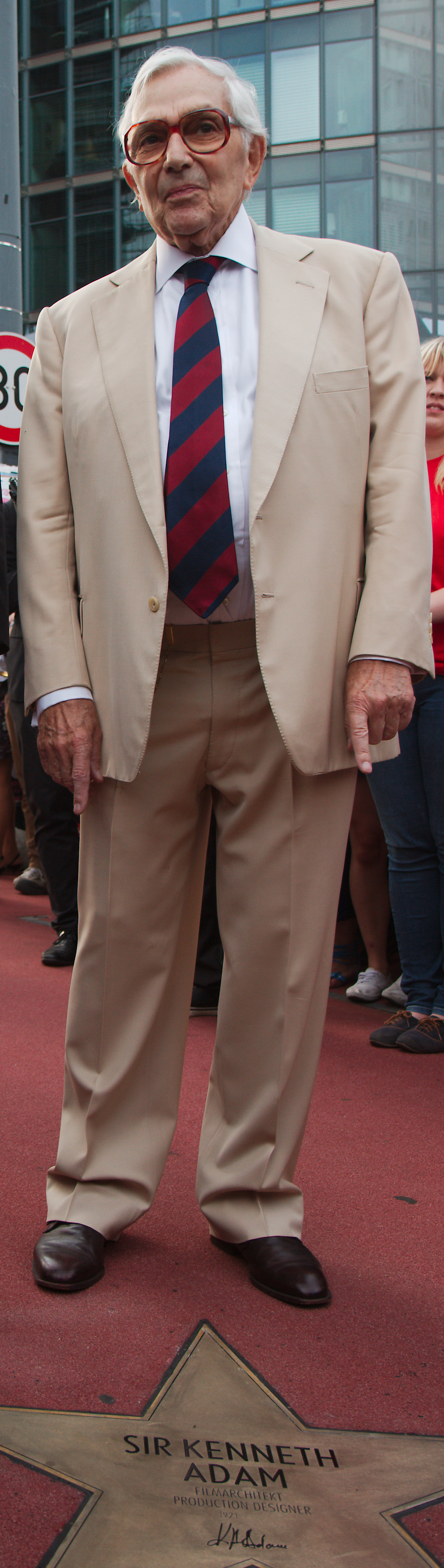
Adam bei der Einweihung seines Sternes auf dem Boulevard der Stars in Berlin (2012)

Sir Kenneth Adam, auch Ken Adam, OBE, (* 5. Februar 1921 in Berlin; † 10. März 2016 in London; gebürtig Klaus Hugo Adam) war ein deutsch-britischer Filmarchitekt. Adams Arbeit erlangte besondere Berühmtheit, als er in den 1960er und 1970er Jahren aufwendige Szenenbilder für mehrere James-Bond-Filme schuf. Adams bekanntestes Szenenbild ist der War Room in Stanley Kubricks Militärsatire Dr. Seltsam oder: Wie ich lernte, die Bombe zu lieben (1964). Der Regisseur Steven Spielberg hält den War Room für „das beste Szenenbild, das jemals für einen Film entworfen worden ist.“

## Leben
Klaus Adam wurde in einer großbürgerlichen jüdischen Berliner Familie geboren. Adams Eltern Lilli und Fritz Adam waren mit den Brüdern Georg, Siegfried und Otto Adam die Eigentümer einer Warenhauskette, darunter das Sportmodegeschäft S. Adam in Berlin, Friedrichstraße / Ecke Leipziger Straße. Der in den 1920er Jahren errichtete Neubau war ein Eisenbeton-Gebäude mit einer damals modernen Glasfassade, das von Mies van der Rohe entworfen worden war. Das Unternehmen wurde 1863 von Saul David Adam gegründet und hatte Kaufhäuser in Berlin, Hamburg und Chemnitz. Saul David Adam starb 1905 in Berlin. Bruder Georg Adam starb 1930 in Berlin, Siegfried Adam 1929 in Tarasp-Vulpera, Schweiz.
Klaus Adam besuchte das Französische Gymnasium. In dieser Zeit fand er Gefallen am Kopieren von Gemälden und Skulpturen, er stellte Büsten von Goethe und Schiller her und malte Selbstporträts Van Goghs ab. 1934 wanderte er gemeinsam mit seinen Eltern und seinen Geschwistern Dieter, Loni und Peter nach Großbritannien aus. Seine Mutter Lilli Adam betrieb in London-Hampstead eine Pension, die zu einem Treffpunkt für emigrierte Ärzte, Schauspieler und Musiker wurde. Adam ging auf die St Paul’s School in Barnes, London. Danach studierte er Architektur an der Bartlett School of Architecture am University College London. Zugleich arbeitete er bereits in einem Architekturbüro, wo einer der jüngeren Partner ein ehemaliger Assistent von Erich Mendelsohn war.
Zu Beginn des Zweiten Weltkriegs war seine Familie in Gefahr, als feindliche Ausländer interniert zu werden. Doch Ken Adam meldete sich für das Royal Pioneer Corps und flog später als Jagdflieger der britischen Luftwaffe Einsätze „gegen die Nazis und Hitler, aber nicht gegen Deutschland“. Adam hatte zu diesem Zeitpunkt noch keinen britischen Pass und war damit der einzige Deutsche in der britischen Luftwaffe. 1944 kam sein Bruder Dieter hinzu.
Nicht alle Angehörigen der Familie Adam konnten sich rechtzeitig in Sicherheit bringen. Georg Adams Sohn Herbert wurde 1937 inhaftiert und in das KZ Dachau, 1938 in das KZ Buchenwald deportiert. Am 9. November 1939 wurde Herbert Adam mit weiteren 20 Häftlingen aus Rache für Georg Elsers Bürgerbräu-Attentat auf Hitler in München im Steinbruch des KZ Buchenwald erschossen. Georg Adams Ehefrau Hedwig starb am 14. Januar 1940 in Berlin. Ken Adams Cousin Gerhard kehrte 1969 von Brüssel nach Deutschland zurück, wo er bis 1986 lebte.
Im Jahr 1951 lernte Ken Adam bei den Dreharbeiten von The Crimson Pirate auf Ischia das italienische Mannequin Letizia Moauro kennen und heiratete sie im folgenden Jahr. Sie entwarf schon damals Handtaschen und wurde von da an seine wichtigste Beraterin.
Alle seine Filmsets sind mit einem breiten Filzstift der Marke Flo-Master gezeichnet, der auch für viele andere Grafiker zu einem bevorzugten Arbeitsmittel wurde.
Zum Film kam Adam in den 1950er Jahren als Szenenbildner. Seine berühmtesten Entwürfe wurden für die Filme des Perfektionisten Stanley Kubrick und für sieben Filme der James-Bond-Reihe realisiert. Künstlerisch beeinflusst waren seine Entwürfe von der Bauhaus-Architektur und dem expressionistischen deutschen Film. Der War Room aus Dr. Seltsam oder: Wie ich lernte, die Bombe zu lieben (1964) hat nicht nur für Szenenbildner Filmgeschichte geschrieben. Als der damalige US-Präsident Ronald Reagan 1981 in seinen Amtssitz eingeführt worden war, erkundigte er sich nach dem Standort des War Room. Ab 1962 entwarf Adam die immer aufwendigeren Szenenaufbauten für die erfolgreiche James-Bond-Reihe, deren Design die Filme entscheidend prägte. Adam konzipierte unter anderem die geheimen Kommandozentralen von Bonds Widersachern, die durch ihre monumentalen Ausmaße und ihre spektakuläre Konzeption auffielen (künstlicher Vulkankrater, Supertanker, Raumstation etc.). Architekten wie Daniel Libeskind bekennen, dass ihre Architektur von den Filmsets Ken Adams angeregt worden sei.

## Ken-Adam-Archiv bei der Deutschen Kinemathek
Im September 2012 übergab Ken Adam sein künstlerisches Werk der Deutschen Kinemathek in Berlin. Die Sammlung besteht aus 6200 Objekten, darunter über 4000 Zeichnungen, Skizzen zu Titeln aus allen Schaffensperioden, Fotoalben zu einzelnen Filmen, Storyboards seiner Mitarbeiter, Motivfotos, Erinnerungsstücken, militärischen Orden und Ausweispapieren sowie allen filmischen Auszeichnungen inklusive der zwei Oscars.
Die Deutsche Kinemathek hat 2016 das grafische Werk des Archivs über eine Online-Präsentation zugänglich gemacht. Damit erfüllt sich Ken Adams Wunsch, dass sein Werk nachfolgenden Generationen als Inspiration dienen möge.
Am 10. Dezember 2014 wurde im Rahmen einer Pressekonferenz und in Anwesenheit von Ken Adam in der Deutschen Kinemathek die Ausstellung Bigger than Life. Ken Adam’s Filmdesign eröffnet. Die Ausstellung war in deren Räumen vom 11. Dezember 2014 bis 17. Mai 2015 zu sehen, anschließend wurde sie vom 30. Juni bis zum 13. September 2015 im Kunstfoyer der Bayerischen Versicherungskammer in München gezeigt.

## Filmografie
Filmarchitekt
- 1957: Der Fluch des Dämonen (Night of the Demon)
- 1958: Vor uns die Hölle (Ten Seconds to Hell)
- 1959: Hügel des Schreckens (The Angry Hills)
- 1959: Das Bittere und das Süße (The Rough and the Smooth)
- 1960: Der Mann mit der grünen Nelke (The Trials of Oscar Wilde)
- 1962: Sodom und Gomorrha (Sodom and Gomorrah)
- 1962: James Bond jagt Dr. No (Dr. No)
- 1963: Begierde an schattigen Tagen (In the Cool of the Day)
- 1964: Dr. Seltsam oder: Wie ich lernte, die Bombe zu lieben (Dr. Strangelove or: How I Learned to Stop Worrying and Love the Bomb)
- 1964: Die Strohpuppe (Woman of Straw)
- 1964: Goldfinger
- 1965: Ipcress – streng geheim (The Ipcress File)
- 1965: Feuerball (Thunderball)
- 1966: Finale in Berlin (Funeral in Berlin)
- 1967: Man lebt nur zweimal (You Only Live Twice)
- 1968: Tschitti Tschitti Bäng Bäng (Chitty Chitty Bang Bang)
- 1969: Goodbye, Mr. Chips
- 1970: Die Eule und das Kätzchen (1970) (The Owl and the Pussycat)
- 1971: Diamantenfieber (Diamonds Are Forever)
- 1972: Mord mit kleinen Fehlern (Sleuth)
- 1973: Sheila (The Last of Sheila)
- 1975: Barry Lyndon
- 1976: Salon Kitty
- 1976: Kein Koks für Sherlock Holmes (The Seven-Per-Cent Solution)
- 1977: Der Spion, der mich liebte (The Spy Who Loved Me)
- 1979: Moonraker – Streng geheim (Moonraker)
- 1985: König David (King David)
- 1985: Agnes – Engel im Feuer (Agnes of God)
- 1986: Verbrecherische Herzen (Crimes of the Heart)
- 1988: Die Täuscher (The Deceivers)
- 1989: Dead Bang – Kurzer Prozess (Dead Bang)
- 1990: Freshman (The Freshman)
- 1991: Der Doktor – Ein gewöhnlicher Patient (The Doctor)
- 1991: Company Business
- 1993: Undercover Blues – Ein absolut cooles Trio (Undercover Blues)
- 1993: Die Addams Family in verrückter Tradition (Addams Family Values)
- 1994: King George – Ein Königreich für mehr Verstand (The Madness of King George)
- 1995: Kaffee, Milch und Zucker (Boys on the Side)
- 1996: Bogus
- 1997: In & Out
- 1999: Schlaflos in New York (The Out-of-Towners)
- 2001: Taking Sides – Der Fall Furtwängler (Taking Sides)

Art Department
- 1951: Des Königs Admiral (Captain Horatio Hornblower R.N.)
- 1952: Der rote Korsar (The Crimson Pirate)
- 1958: In 80 Tagen um die Welt (Around the World in Eighty Days)
- 1959: Ben Hur (Ben-Hur)
- 1981: Tanz in den Wolken (Pennies from Heaven)

Beteiligung in der Phase der Pre-Production (in Klammern das Jahr, in dem Ken Adam an dem Filmprojekt arbeitete):
- 1959: Beherrscher der Meere (John Paul Jones) (1956)
- 1961: In the Nick (1959)
- 1961: Der römische Frühling der Mrs. Stone (The Roman Spring of Mrs. Stone) (1961)
- 1969: Im Geheimdienst Ihrer Majestät (On Her Majesty’s Secret Service) (1968)
- 1977: Star Trek: Der Film (Star Trek – The Motion Picture) (1977)
- 1987: Der letzte Kaiser (The Last Emperor) (1985)

## Auszeichnungen (Auswahl)
Oscar
- 1957: Nominierung in der Kategorie Bestes Szenenbild für In 80 Tagen um die Welt
- 1976: Bestes Szenenbild für Barry Lyndon
- 1978: Nominierung in der Kategorie Bestes Szenenbild für James Bond 007 – Der Spion, der mich liebte
- 1994: Nominierung in der Kategorie Bestes Szenenbild für Die Addams Family in verrückter Tradition
- 1995: Bestes Szenenbild für King George – Ein Königreich für mehr Verstand

Weitere Auszeichnungen
- 1994: DIVA-Award
- 2002: ADG Lifetime Achievement Award
- 2008: Lucky Strike Designer Award
- 2012: Stern auf dem Boulevard der Stars in Berlin
- 2012: Ehrenbürger von Berlin[10]